# موليم العروسي
موليم العروسي مفكر وكاتب مغربي حاصل على شهادة دكتوراه الدولة في علم الجماليات بجامعة السوربون في فرنسا ودكتوراه في الأدب الفرنسي بجامعة الحسن الثاني، ويعمل الآن أستاذًا للفلسفة وعلم الجماليات في كلية الآداب والعلوم الإنسانية بالدار البيضاء.
ترأس الجمعية المغربية لنقاد الفن بالمغرب وهو عضو في حركة ضمير المغربية، قدم عدة محاضرات في الفن وعلم الجماليات بجامعات عالمية في أوروبا وأمريكا، ومن بين الأنشطة التي يزاولها هي الإشراف على تنظيم معارض في الفن التشكيلي من بينها معرض للفن التشكيلي المغربي المعاصر بمعهد العالم العربي.

## من إصداراته
- ملائكة السراب
- الفن التشكيلي بالمملكة المغربية
- Les Tendances de la Peinture Contemporaine Marocaine
- Esthétique et Art Islamique